# Menstruatietaboe

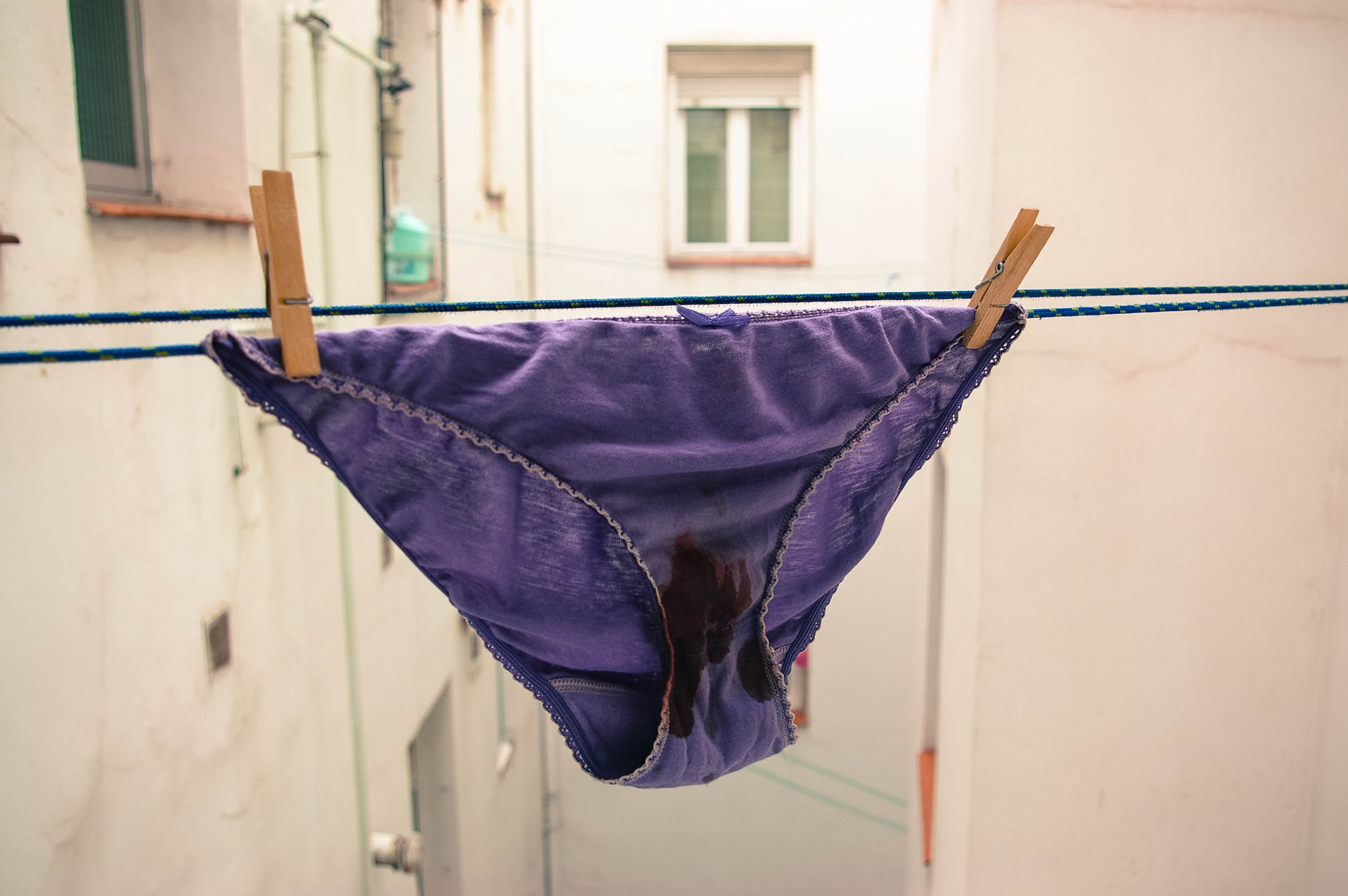
Menstruatiebloed op een onderbroek

Menstruatietaboe is het verschijnsel dat menstruatie wordt beschouwd als een taboe. Het hangt samen met stigma's of desinformatie rondom ongesteld zijn en menstruatieklachten. Het taboe kan leiden tot menstruatieschaamte: men schaamt zich voor de eigen menstruatie, of heeft het gevoel dat men zich ervoor zou moeten schamen. Daarnaast kan er sprake zijn van period shaming, pestgedrag vanwege het ongesteld zijn. Ook het zichtbaar doorlekken van menstruatiebloed op kleding of op de grond is een taboe. Menstruatie-armoede, het gebrek aan financiële middelen om menstruatieproducten (tampons, maandverband of een menstruatiecup) te kopen waardoor een menstruatie ongemakkelijk verloopt, kan bijdragen aan menstruatieschaamte.

## Gezondheid
Tijdens de gehele menstruatiecyclus, dus ook tijdens de menstruatie, kan er bij onbeschermde seks een bevruchting plaatsvinden en kan bij onbeschermde seks een besmetting plaatsvinden met een seksueel overdraagbare aandoening of een andere ziekte; de kans op besmetting is niet groter dan bij seks buiten de menstruatieperiode. Alleen vrouwen die hiv-geïnfecteerd zijn, hebben bij seks tijdens de menstruatie een grotere kans hiv te verspreiden, doordat dit virus zich in het bloed bevindt.
Het taboe rond menstruatie kan wèl op verschillende manieren leiden tot gezondheidsproblemen, zelfmoord of dood van meiden en vrouwen. Als er weinig wordt gepraat over menstruatie komt het voor dat men geen medische hulp inschakelt met menstruatieklachten en -problemen. Wanneer iemand die ongesteld wordt niet weet wat een normale menstruatiecyclus is of hoe zwaar de bloedingen over het algemeen zijn of hoe lang ze gemiddeld duren, is de kans groot dat er niet snel genoeg medische hulp wordt ingeroepen bij onregelmatigheden, problemen of ernstige aandoeningen.

## Religie en cultuur
In diverse culturen wordt een vrouw die ongesteld is als onrein beschouwd, en mag zij gedurende de menstruatieperiode geen water aanraken, niet koken, geen heilige plekken zoals tempels betreden of deelnemen aan sociale bijeenkomsten of dient zij in een aparte schuur of menstruatiehut te slapen. In verschillende godsdienstige boeken staat dat vrouwen en de door hen betreden omgeving en/of aangeraakte spullen religieus onrein zijn. 

### Boeddhisme
De regels binnen het boeddhisme zijn wisselend. Soms is een menstruerende vrouw niet onrein. In sommige landen, zoals Japan en Taiwan, mogen menstruerende vrouwen echter niet een tempel betreden.

### Christendom
In het christendom is wisselend omgegaan met menstruatie. In de Rooms-Katholieke Kerk kregen menstruerende vrouwen in 1917, na een eeuwenlang verbod, op grond van de codex iuris canonici het recht om de communie te ontvangen. Wel kwamen er allerlei andere ge- en verboden voor vrouwen in het algemeen, die in 1983 zijn opgeheven. In moderne christelijke milieus bestaan er geen regels meer over onreinheid tijdens de menstruatie.

### Hindoeïsme
In het hindoeïsme wordt een groot feest gevierd als een meisje voor het eerst menstrueert. Vrouwen moesten zich daarentegen volledig afzonderen tijdens de menstruatie op basis van het Chhaupadi-gebruik, met name in Nepal. Dit gebruik is sinds 2015 verboden. Dit geldt niet in alle hindoeïstische gemeenschappen. In de Kasjmir worden menstruerende vrouwen juist goed verzorgd omdat ze zwakker zouden zijn.

### Islam
Ook in de islam worden vrouwen tijdens de menstruatie als onrein beschouwd. Vrouwen mogen gedurende deze periode niet vasten, bidden of de gebedsruimte van een moskee binnengaan. Aan het eind van de menstruatie neemt de vrouw een ritueel bad, Ghusl. Als een menstruerende vrouw niet vast tijdens de Ramadan moet zij dat later wel inhalen. Mannen en vrouwen mogen elkaar wel aanraken, maar penetratie tijdens de menstruatie is verboden.

### Jodendom
Volgens de Hebreeuwse Bijbel en de uitleg daarvan in de Misjna is de vrouw tijdens haar menstruatie zeven dagen onrein. In Leviticus 15 vers 19:25 wordt over onreinheid tijdens de menstruatie gesproken. Een vrouw wordt dan nidda genoemd, naar het traktaat in de Misjna. Gedurende deze periode mag zij niet worden aangeraakt door mannen. Een orthodox joodse man geeft daarom nooit een hand aan een vrouw, of zal bijvoorbeeld niet met haar dansen, omdat hem niet bekend kan zijn of ze onrein is. De vrouw wordt weer rein na onderdompeling in een ritueel bad, de mikwe. In de Torah wordt niet gesteld dat menstruatie of een menstruerende vrouw vies zou zijn. Een vrouw is ritueel onzuiver omdat zij lichaamsvloeistoffen verliest, en mogelijk een beginnend leven.

## Period shaming
Vrouwen die ongesteld (zouden) zijn, zijn soms het onderwerp van denigrerende opmerkingen op het werk of in de persoonlijke omgeving. Meestal wordt hierbij gerefereerd aan de prikkelbare stemming. Zo maakte de Amerikaanse presidentskandidaat en latere president Donald Trump in 2015 de opmerking dat hij vijandige vragen kreeg voorgelegd door Fox News-presentator Megyn Kelly omdat zij volgens hem op dat moment ongesteld zou zijn. Hij zei dat Kelly [had] blood coming out of her eyes, blood coming out of her wherever (Nederlands: dat er bloed uit haar ogen, bloed uit haar wat dan ook kwam).

## Campagnes
Met verschillende wetten, acties en protesten wordt wereldwijd geprobeerd het menstruatietaboe aan te pakken. In landen als Kenia, Australië en Groot-Brittannië heeft de lokale of nationale overheid het verplicht gesteld gratis tampons en/of maandverband te verstrekken aan scholieren en studenten die ongesteld worden. Hiermee proberen ze niet alleen de menstruatiearmoede op te lossen, maar ook een omgeving te creëren waarin zonder gêne of angst over de menstruatie gesproken kan worden en vragen over het onderwerp gesteld kunnen worden. Het Schotse parlement stemde op 24 november 2020 unaniem in met een wet om tampons en maandverband altijd gratis te maken. Schotland was daarmee het eerste land in de wereld dat die stap zette.
In Zambia hebben vrouwen het recht om tijdens hun menstruatie een dag vrij te nemen, de vrouwendag of moederdag.
Na een campagne door Plan International werd in 2019 door Unicode de ongesteldheid-emoji geïntroduceerd, een bloeddruppel: 🩸 (in Unicode U+1FA78, in HTML-code &#x1fa78;). Deze emoji moet het makkelijker maken om over ongesteldheid te communiceren, bijvoorbeeld door in een app-gesprek te laten weten dat men ongesteld is.